# Ron Aharoni

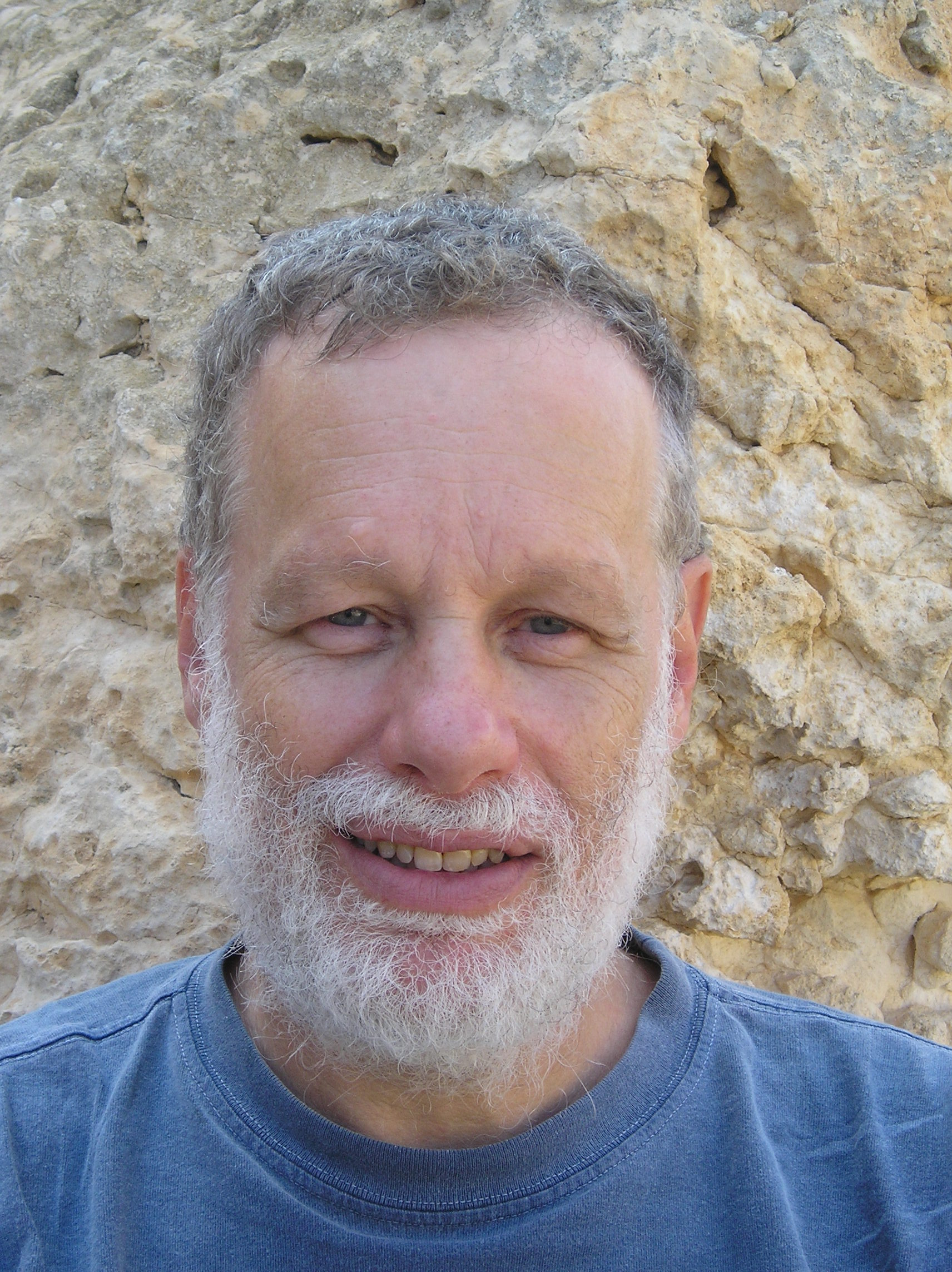
Ron Aharoni

Ron Aharoni (hebräisch רון אהרוני‎; * 1952) ist ein israelischer Mathematiker, der sich mit  Kombinatorik und Graphentheorie befasst und Hochschullehrer am Technion war.
Aharoni wurde 1979 am Technion in Mathematik bei Avi Berman promoviert.
Aharoni befasste sich mit bipartiteten Graphen, Matching-Theorie und unendlichen Graphen, Algorithmen in der linearen Algebra und Kombinatorik. Ihm gelang der Beweis einiger Sätze über unendliche Graphen, deren endliche Versionen klassische Sätze der Graphentheorie sind.  So erweiterte er mit Crispin Nash-Williams und Saharon Shelah den Heiratssatz von Philip Hall auf unendliche Graphen. Außerdem übertrug er den Satz von König (vermutet von Paul Erdős) und mit Eli Berger den Satz von Menger auf unendliche Graphen. Er bewies auch den Heiratssatz für Hypergraphen.
Aharoni schrieb auch populärwissenschaftliche Bücher, so über Elementarmathematik für Eltern von Schülern, ein Buch in Hebräisch über Mathematik, Poesie und Schönheit, ein Buch über Philosophie eines über Gemeinsamkeiten von Witzen und Poesie und eines über Zirkularität als gemeinsames Prinzip von Witzen, Paradoxien.

## Schriften (Auswahl)
Außer die in den Fußnoten zitierten Arbeiten.
- A  generalization of Tutte's 1-factor theorem to countable graphs, Journal of Combinatorial Theory B, Band 37, 1984, S. 199–209
- Matchings in infinite graphs, Journal of Combinatorial Theory B, Band 44, 1988, S. 87–125
- mit Nathan Linial: Minimal non-two-colorable hypergraphs and minimal unsatisfiable formulas, Journal of Combinatorial Theory, Series A, Band 43, 1986, S. 196–204
- mit Yair Censor: Block-iterative projection methods for parallel computation of solutions to convex feasibility problems, Linear Algebra and Its Applications, Band 120, 1989, S. 165–175
- mit E. C. Milner, K. Prikry: Unfriendly partitions of a graph, Journal of Combinatorial Theory, Series B, Band 50, 1990, S. 1–10
- Infinite matching theory, Discrete Mathematics, Band 95, 1991, S. 5–22
- mit Menachem Magidor, Richard A. Shore: On the strength of König's duality theorem for infinite bipartite graphs, Journal of Combinatorial Theory B, Band 54, 1992, S. 257–290, Online
- Ryser's conjecture for tripartite 3-graphs, Combinatorica, Band 21, 2001, S. 1–4
- mit E. Berger, R. Ziv: Independent systems of representatives in weighted graphs, Combinatorica, Band 27, 2007, S. 253–267
- mit E. Berger: Rainbow Matchings in r-Partite r-Graphs, The Electronic Journal of Combinatorics, 2009, R119